# Enicospilus finalis
Enicospilus finalis là một loài tò vò trong họ Ichneumonidae.